# Paul Bablot

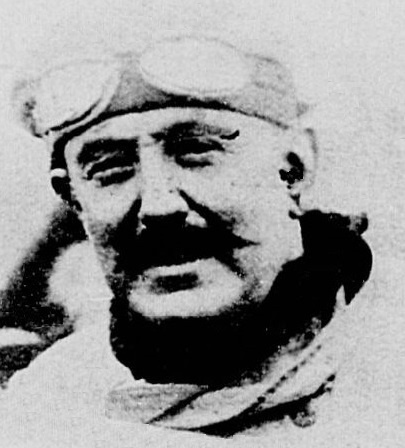
Paul Bablot en 1922 (Coupe Georges Boillot).

Paul Bablot, né le 20 novembre 1873 à Boulogne-sur-Seine et mort le 23 décembre 1932 à Marseille, est un pilote automobile français, grand spécialiste de courses de côte dans son pays.

## Biographie
Concessionnaire Berliet à Marseille, il représente la marque lors de compétitions internationales entre 1904 (Mont Ventoux) et 1906 (Targa Florio et Tourist Trophy(pour leurs premières éditions respectives), le futur pilote franco-italien Jean Porporato lui servant alors parfois de mécanicien embarqué, comme lors du Salon-de-Provence - Agde de janvier 1906.
Il participe à cinq éditions du Grand Prix automobile de France avant la Première Guerre mondiale, sur Brasier (1907 et 1908), Lorraine-Dietrich (1912), Delage Y (quatrième en 1913, avec le meilleur temps en course), et Delage S (1914). Il concourt également lors des 500 miles d'Indianapolis 1919 : parti de la seconde ligne sur Ballot, il doit abandonner la course à la suite d'un accident, mais il sera cependant classé vingt-et-unième.
Associé à l'Automobile club de Marseille, il a été à l'origine du circuit de Miramas en 1924, circuit sur lequel eut lieu le Grand Prix automobile de France 1926.
Il a été propriétaire d'un avion de fabrication française inspiré de ceux construits par les frères Wright (type Flyer).

## Palmarès
- Mille départ arrêté de Dourdan en 1905 sur Berliet[5]
- Victoire de quatrième catégorie à la Coupe des Pyrénées 1905, et Prix de la ville de Biarritz, sur Berliet 22hp (quatrième au général)[6]
- meilleure voiture tourisme du kilomètre lancé et du mile départ arrêté au kilomètre de Dourdan 1905, sur Berliet[7]
- Trois victoires dans la Coupe Rothschild de Salon-de-Provence, les deux dernières en 1908 et 1909 sur Brasier, ce qui lui permet de conserver définitivement le trophée[8]
- Vainqueur du classement général du Meeting de Tours en juin 1914, sur Delage[9]
- Vainqueur du Grand Prix de l'ACO[10] en 1913 (le 5 août, au Mans) sur Delage (la nouvelle type Y, à 4 soupapes), avec le meilleur temps au tour en course
- Vainqueur  de la Coupe des voitures légères (voiturettes) en 1911 (circuit de Boulogne) sur Delage 3 litre Type X[11];
- Double vainqueur de la course de côte de Gaillon, en 1908 et 1909 sur Brasier 120 HP (1908 GP)
- Seul triple vainqueur de la course de côte du Mont Ventoux avant la Seconde Guerre mondiale, en 1908 et 1909 sur Brasier 120 HP, puis encore en 1921 sur Voisin 3,0 l
- Vainqueur de la Coupe Georges Boillot en 1922 sur Hispano Suiza H6 (devant André Lagache, toujours à Boulogne-sur-Mer);
  - Troisième de la toute première édition de la Targa Florio en 1906, sur Berliet 24/40 hp

Autres courses de côte
- Boulevard Michelet (Marseille): 1908, sur Berliet
- Cambolle (Meeting d'Évreux): 1908, avec une 4 cylindres de 150 hp[13]
- Allauch (Marseille): 1922, sur Voisin 18hp Tourisme
- Les Alpilles (Avignon): 1922, sur Voisin 18hp Tourisme
- Ceyreste : 1922, sur Voisin 18hp Tourisme

## Galerie d'images

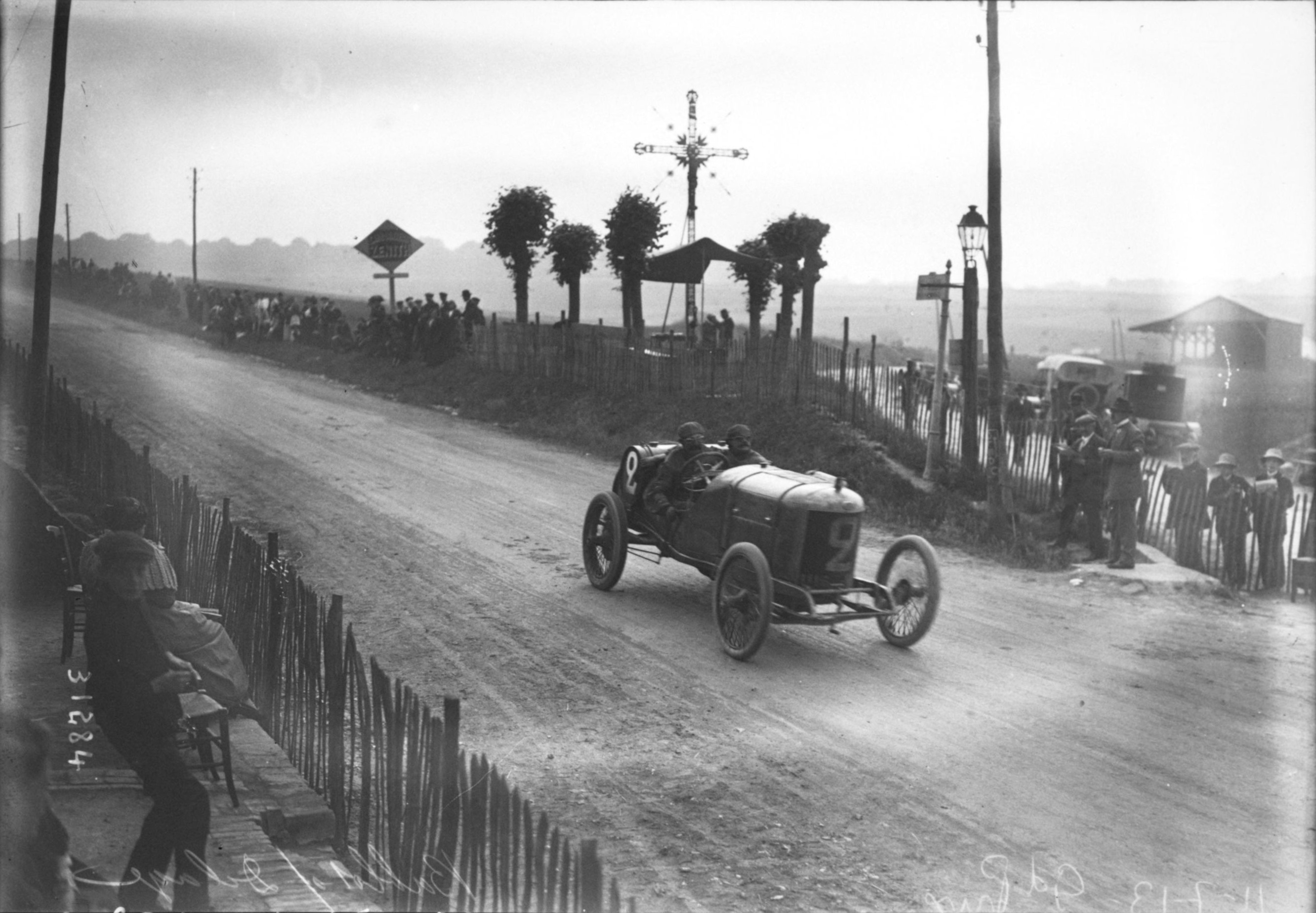
Bablot quatrième au GP de France 1913, avec le no 2 sur sa Delage.
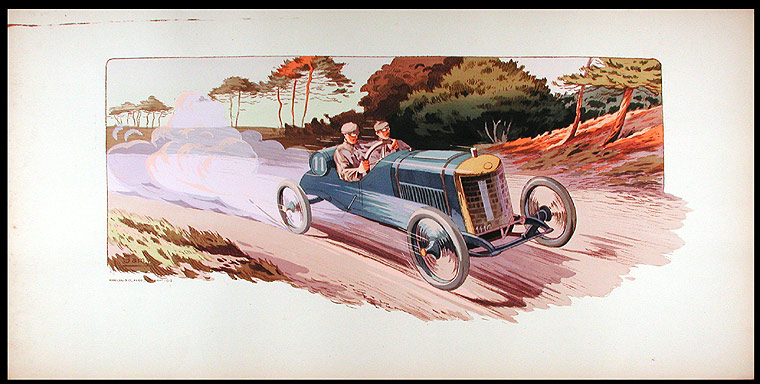
...Bablot vu par le peintre et affichiste Ernest Montaut au GP de France 1913, sur la voiture no 2.
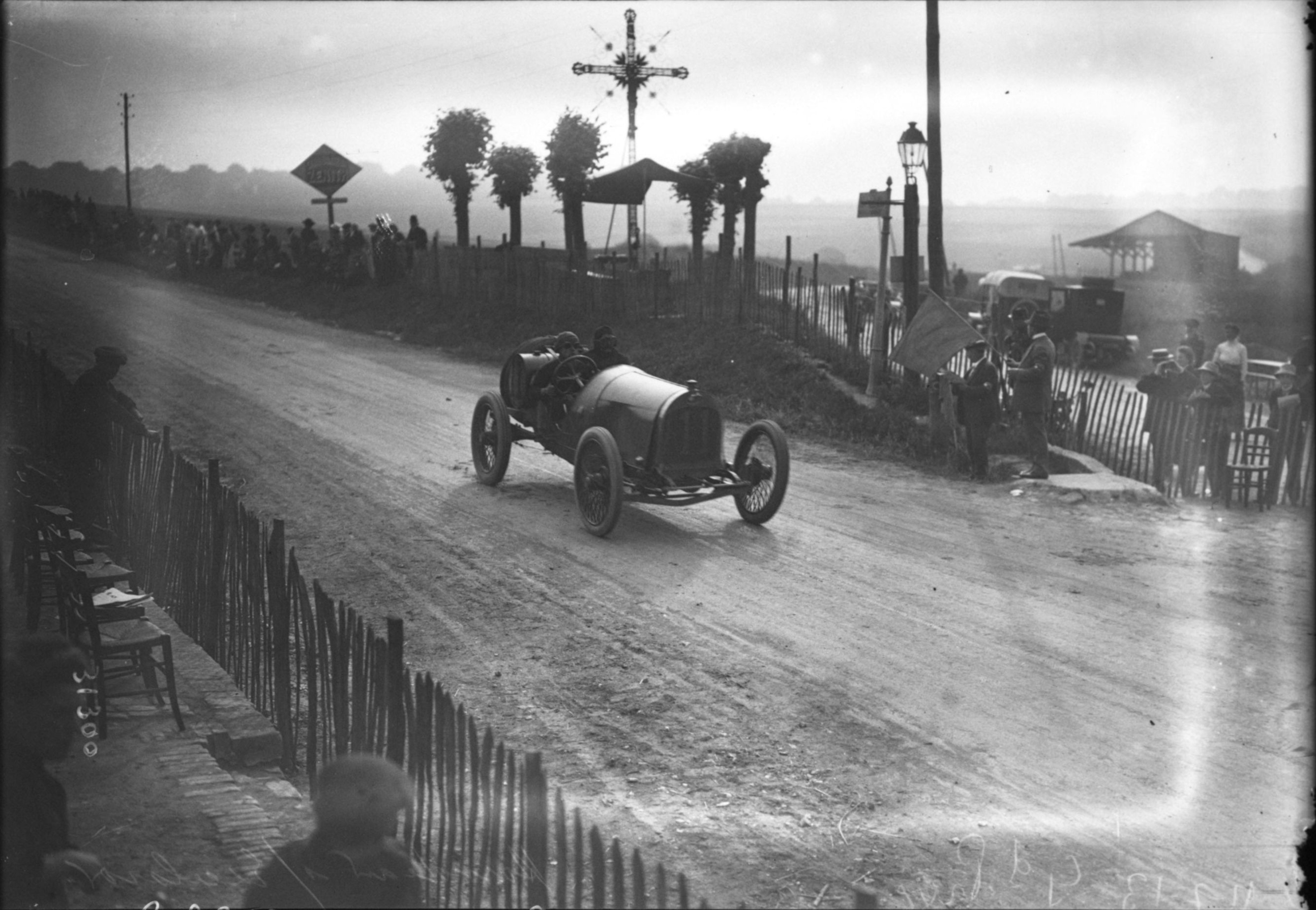
L'anglais "Sigur" Hornsted, sur son Excelsior (à capot rond) lors de la même épreuve, classé onzième.
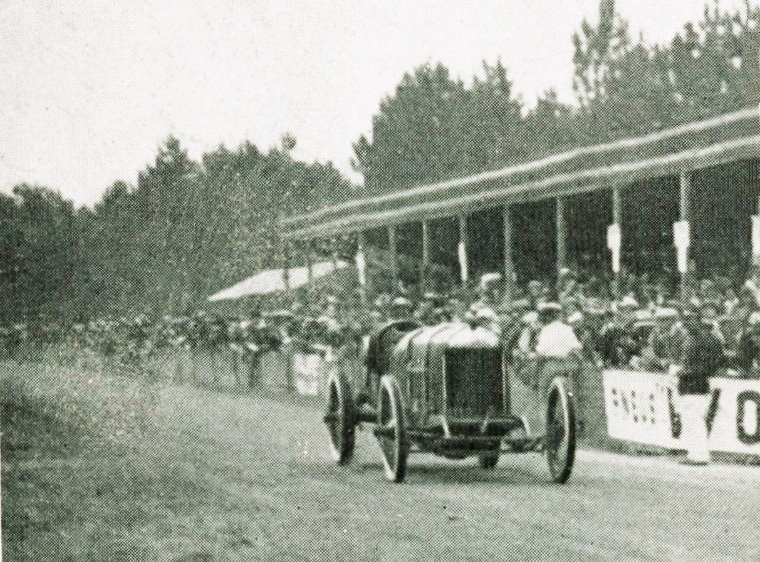
Paul Bablot, vainqueur du Grand Prix de l'ACO au Mans en 1913 (le mois suivant).
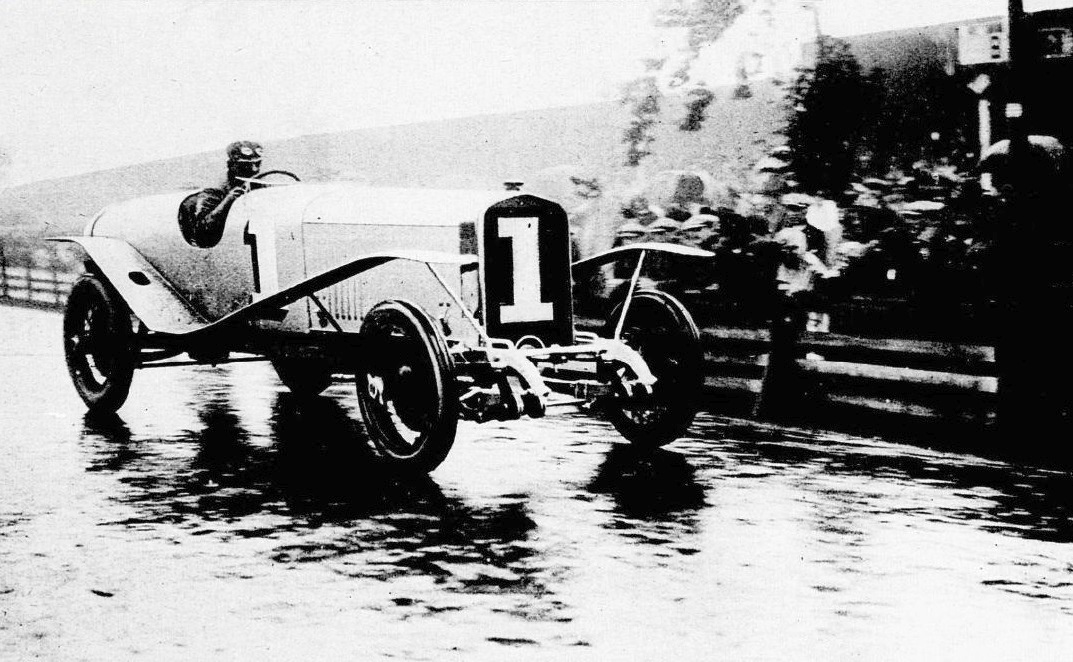
Paul Bablot vainqueur de la Coupe Georges Boillot en 1922, sur Hispano-Suiza H6 4,5 l.
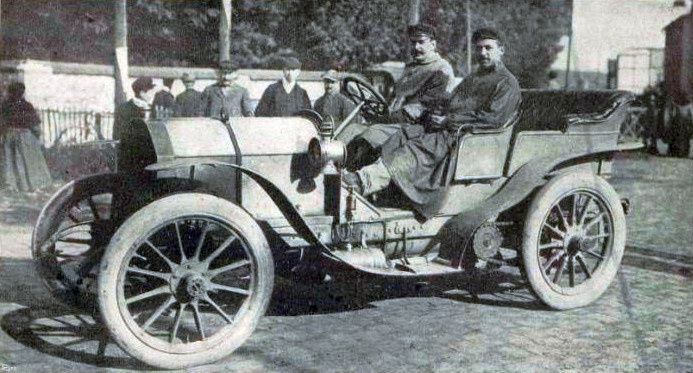
Paul Bablot, vainqueur touriste de la côte de Gaillon 1905, sur Berliet.
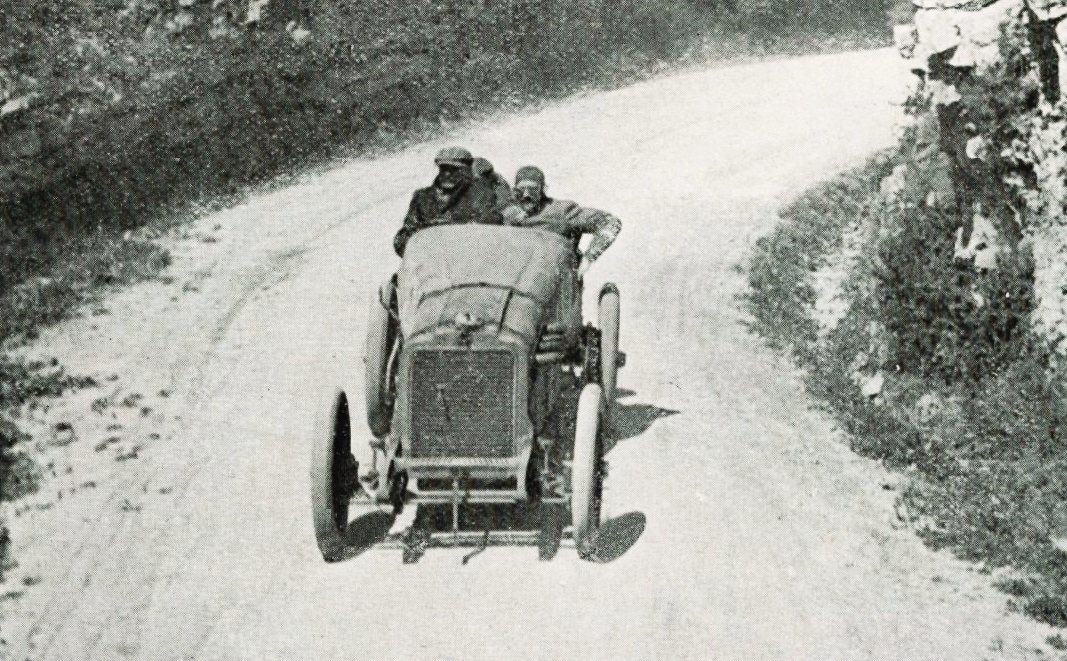
Paul Bablot, vainqueur au Mont Ventoux en 1908.
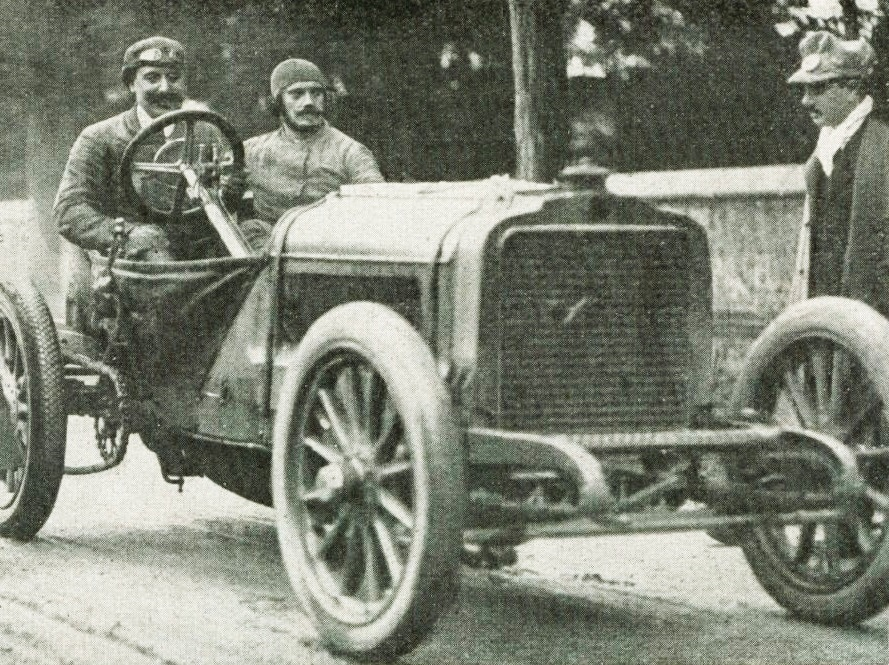
Paul Bablot, vainqueur à Gaillon en 1909 sur Brasier 120 hp (ainsi qu'en 1908).
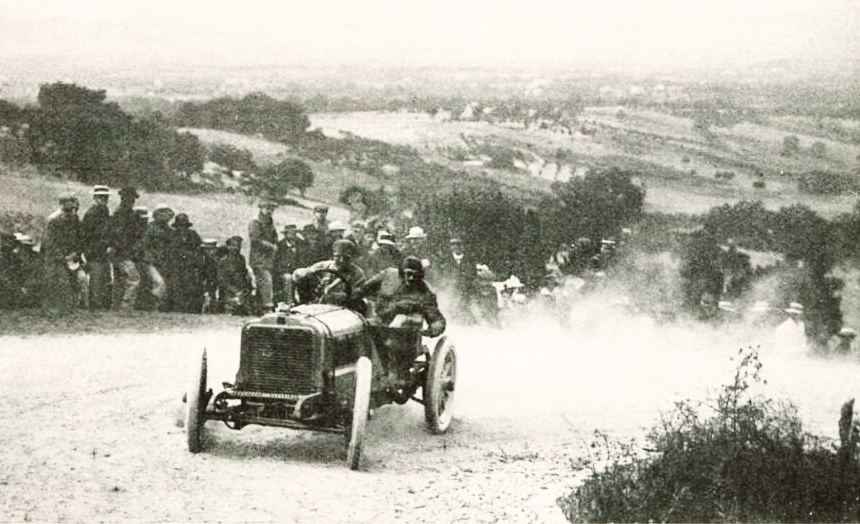
Bablot pour un deuxième succès au Ventoux en 1909.
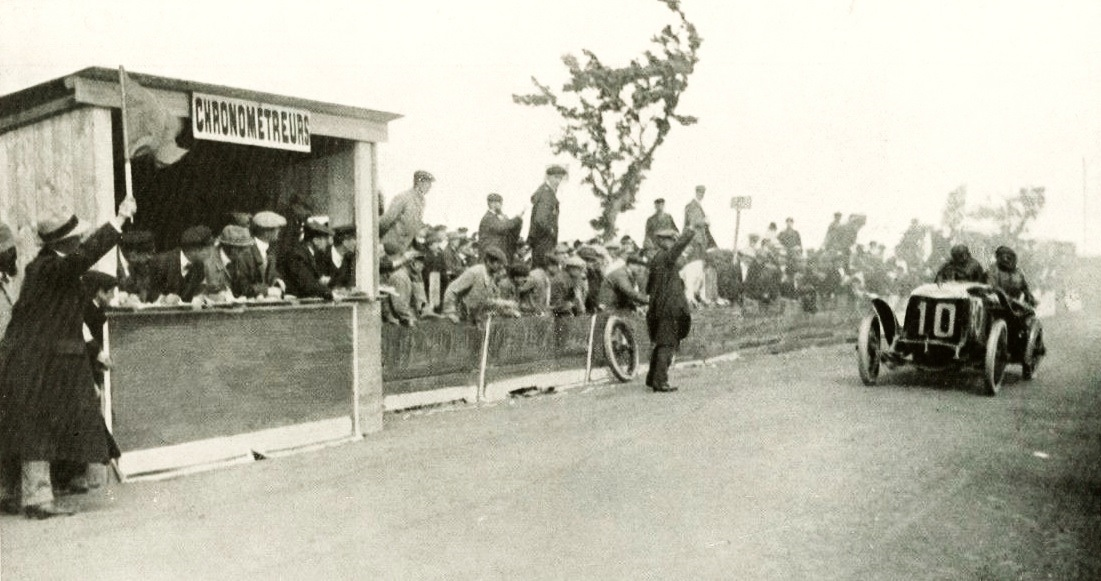
Paul Bablot, vainqueur de la Coupe des Voiturettes 1911.
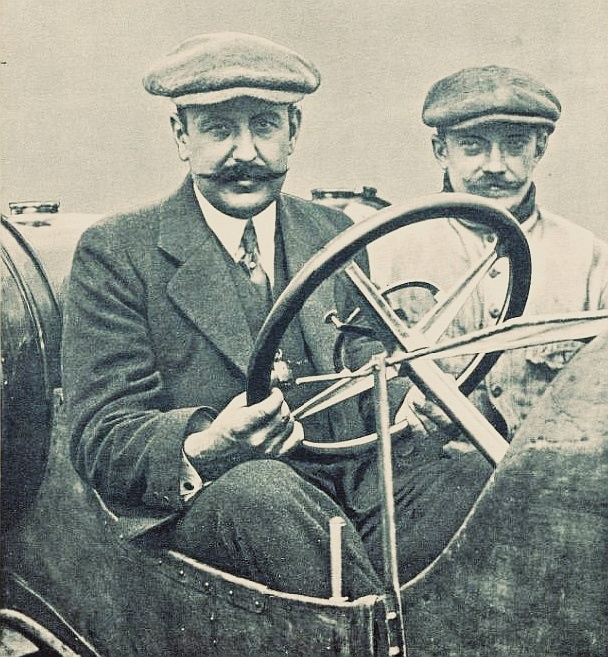
Paul Bablot, vainqueur du Grand Prix de l'ACO en 1913.
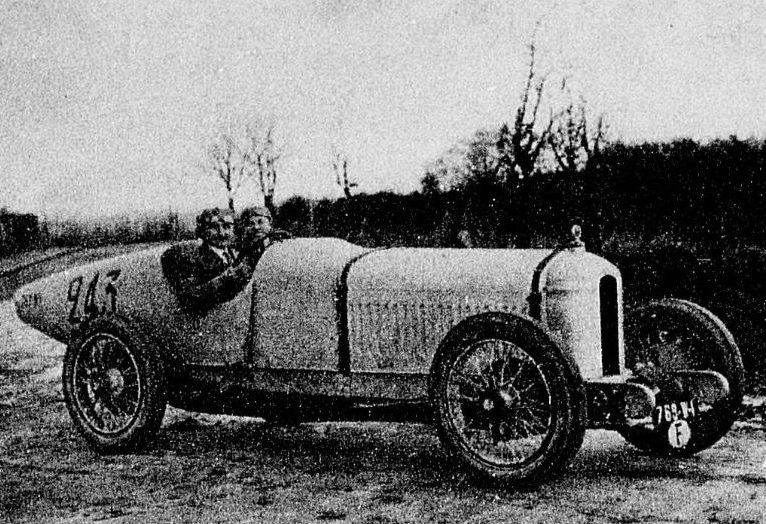
Paul Bablot avec sa Ballot 4,8 l 8 cylindres, vingt-et-unième à Indianapolis en 1919.
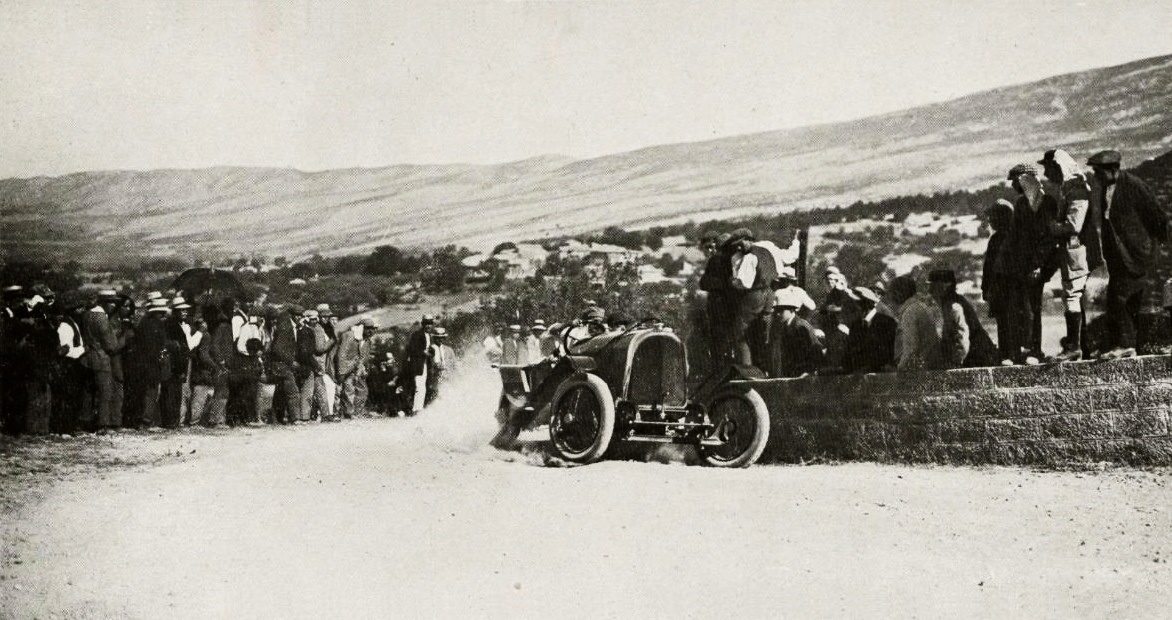
Paul Bablot vainqueur une troisième fois en 13 ans au Ventoux, en 1921 sur Voisin 3,0 l.